# Том и Џери (ТВ серија из 2014)
Том и Џери (енгл. The Tom and Jerry Show) је америчка анимирана телевизијска серија продуцирана од стране Warner Bros. Animation-а и Turner Entertainment-а и анимирана од стране Renegade Animation-а. Заснована је на ликовима Тома и Џерија и биоскопске цртане серије твораца Вилијама Хане и Џозефа Барбере. Премијера серије била је 1. марта 2014. године на Teletoon-у у Канади и 9. априла 2014. године на Cartoon Network-у у Сједињеним Државама.
Премијера серије била је 2015. године на Cartoon Network-у у Србији, синхронизована на енглески. Премијера српске синхронизације била је 2020. године на HBO Go-у. Синхронизацију је радио студио Tik Tak Audio.

## Улоге
| Улога   | Оригинални глас   | Српски глас          |
| ------- | ----------------- | -------------------- |
| Буч     | Џои Д'аурија      | Трајче Горгиев       |
| Џинџер  | Греј Делил        | Зорица Панчић        |
| Рик     | Џејсон Александер | Милош Милосављевић   |
| Спајк   | Рик Зиф           | Александар Микић     |
| Тафи    | Кет Суси          | Снежана Конеска Руси |
| наратор | Гари Кол          | Дејан Лилић          |
| Црвени  | Џејсон Хајтауер   | Зорица Панчић        |
| Тудлс   | Алсин Пакард      | Снежана Конеска Руси |